# Революція в Австрійській імперії (1848—1849)
Революція 1848—1849 років у Австрійській імперії — соціальна революція у Австрійській імперії, одна з європейських революцій 1848—1849 років. Задачами революції було встановлення громадянських прав та свобод, ліквідація феодальних пережитків. Окрім глибокої кризи політичної системи приводом до революції послужили міжетнічні протиріччя у багатонаціональній державі, прагнення народів імперії до культурно-політичної автономії. Фактично революція, що почалась у Відні, незабаром розпалась на декілька окремих національних революцій у різних частинах імперії.

## Передумови
Австрійська імперія наприкінці правління Меттерніха (1815—1846) опинилась у стані глибокої кризи. Політична система, заснована на консервації старих порядків, підтриманні абсолютизму, централізації та всевладдя бюрократії, вже не відповідала вимогам часу: в Австрії та Чехії бурхливо розвивалась промисловість й банківська сфера, зміцнювалась національна буржуазія, розпочався культурний підйом народів імперії, що супроводжувався зростанням впливу інтелігенції та розвитком національних рухів. З 36 мільйонів громадян імперії австрійці складали меншість (трохи більше 20 %), тоді як решта народів — угорці, чехи, італійці, поляки, хорвати, словаки, румуни, русини (українці) й словенці — перебували у підпорядкованому становищі, не мали національних автономій й підлягали політиці германізації. У 1840-х роках посилились національні рухи народів імперії, головною метою яких стали визнання національної мови та надання культурно-політичної автономії. Особливо широкого розмаху ці рухи набули у Ломбардо-Венеційському королівстві, Чехії та Угорщині.
У 1846 році в Австрії спалахнула економічна криза: безліч підприємств збанкрутіли, різко зросло безробіття та впала платоспроможність населення, у деяких селянських регіонах почався голод. Уряд лишався пасивним та не вживав енергійних заходів для виходу з кризи. 21 лютого 1846 року в Кракові, який того часу був незалежною республікою, спалахнуло повстання на підтримку відновлення Польщі та з гаслами радикальних антифеодальних реформ. Практично одночасно розпочалось повстання селян у Галичині, що вилилось у жорстоку «Галицьку різню». Урядові вдалось використати польських селян для придушення Краківського повстання, й незабаром Краків було приєднано до Австрійської імперії.
У той же час в Італії за ініціативою папи Пія IX почались ліберальні реформи, у Тоскані та Папській області було введено свободу друку, що сприяло новому підйому італійського національного руху, у тому числі й в австрійських володіннях, з вимогою об'єднання Італії. У вересні 1847 року починаються сутички між італійськими демонстрантами та австрійською поліцією у Ломбардії, які швидко набули кривавого характеру і 24 лютого у Ломбардо-Венеційському королівстві було введено воєнний стан.

## Початок революції

### Віденське повстання 13-15 березня 1848 року

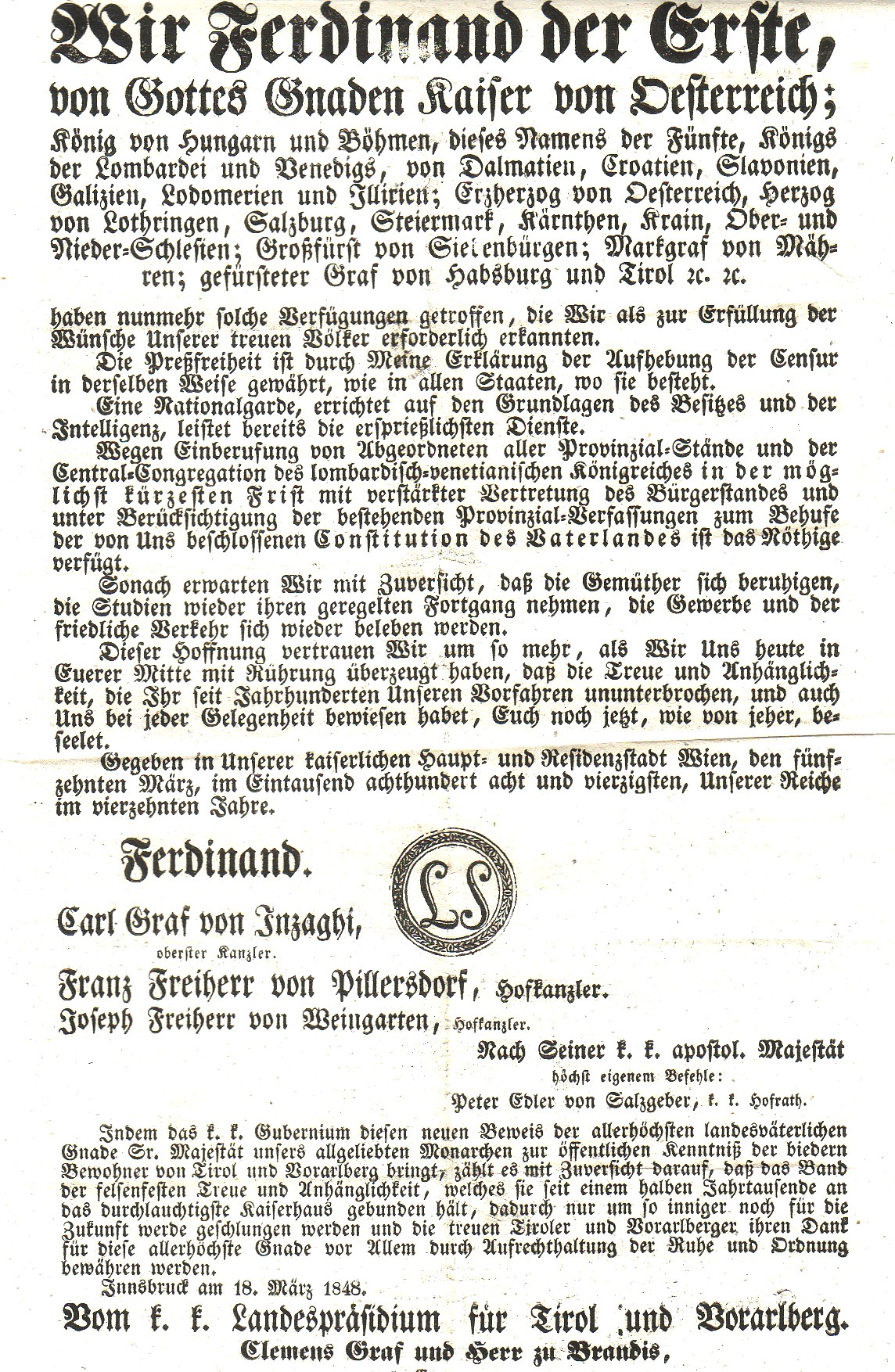
Указ Фердинанда I про скликання конституційних зборів

У лютому 1848 року спалахнула революція у Франції, в Бадені, Гессен-Дармштадті та Вюртемберзі до влади прийшли ліберальні уряди, в королівстві Обох Сицилій встановлено конституційну монархію. 3 березня члени ландтагу Нижньої Австрії виступили з пропозицією скасування селянських повинностей й розширення прав і повноважень ландтагів. За тиждень вони підготували меморандум імператору з програмою демократичних реформ. Одночасно на вулиці австрійських міст вийшли студенти, що вимагали свободи друку, громадянської рівності та загального народного представництва. В угорських державних зборах після виступу Лайоша Кошута розпочалась підготовка широких соціально-політичних реформ.
13 березня у Відні відкрились засідання ландтагу Нижньої Австрії, а перед його будівлею, на майдані Герренгассе, зібрався численний натовп, що вимагав проведення демократичних реформ і відставки Меттерніха. Було зачитано промову Кошута на Пожоньському сеймі, яка викликала бурхливе схвалення та появу закликів до повалення уряду та створення національної гвардії. Комендант столиці ерцгерцог Альбрехт вивів на вулиці міста війська і влаштував бійню на Герренґассе, що викликало вибух обурення і новий підйом повстання: жителі Відня почали громити арсенали, урядові заклади, підприємства, зводити барикади. Імператор Фердинанд I був змушений піти на поступки: Меттерніха було відправлено у відставку й оголошено про створення комітету для розробки законопроєктів. 14 березня було скасовано цензуру, започатковано національну гвардію та Академічний легіон (із студентів). 15 березня під тиском протестантів, що взяли в облогу імператорський палац, Фердинанд I проголосив скликання конституційних зборів для ухвалення конституції. Це означало перемогу революції в Австрії.

### Розвиток революції навесні 1848 року
Революція у Відні значно вплинула на події в інших частинах імперії. 15 березня у Пешті, в результаті виступів народу, влада перейшла до рук революційного органу — Комітету громадської безпеки. Імператор погодився на створення в Угорщині уряду, підзвітного парламенту. 11 березня спалахнуло повстання у Мілані під гаслом «Геть Австрію!», яке швидко поширилось на Венецію та інші провінційні міста. Після п'ятиденних боїв австрійська армія Йозефа Радецького залишила Ломбардію. Австрійські війська також було вигнано з Парми і Модени. У Венеції було проголошено республіку, а Сардинське королівство оголосило війну Австрійській імперії. За таких умов австрійська влада пішла на значні поступки революційному рухові. 17 березня було створено новий уряд Франца-Антона Коловрата, підзвітний парламенту, який почав проводити ліберальні реформи: було скасовано придворні відомства та Державну раду, оголошено політичну амністію, зміщено реакційних міністрів та радників імператора, функції управління Віднем передано Тимчасовому комітету, який складався з представників ліберальної інтелігенції та дворянства.
Тим не менше реакціонери на чолі з ерцгерцогинею Софією продовжували впливати на імператора. У квітні 1848 року з їхньої ініціативи було опубліковано Тимчасові правила друку, які відновили цензуру. Однак під тиском студентських виступів міністр внутрішніх справ Франц фон Піллерсдорф призупинив дію цих правил. Тим часом революція пошировалася й на інші австрійські міста: у Лінці, Граці, Інсбруку спалахували повстання, створювались місцеві національні гвардії. Але в цілому рух поза Віднем відрізнявся слабкістю та неорганізованістю й був швидко придушений.
25 квітня було опубліковано проєкт Конституції, розроблений комітетом під керівництвом Піллерсдорфа: Австрія оголошувалась конституційною монархією (без Угорщини та володінь в Італії), визнавалась свобода совісті, друку, зібрань, петицій, союзів, рівність громадян, створювався двопалатний рейхстаг (нижня палата обирається народом, верхня — частково призначається імператором з принців Габсбурзького дому, частково обирається крупною аристократією), законодавча влада лишалась за імператором та рейхстагом, причому закони мали вступати в силу лише після затвердження обома палатами та імператором. Проєкт конституції викликав невдоволення з боку радикальної частини революціонерів. Студенти й національна гвардія виступили з вимогами обрання сенату народом та загальних виборів до нижньої палати. 5 травня уряд пішов у відставку, а новий кабінет очолив Піллерсдорф, який 11 травня опублікував виборчий закон, що вводив двоступеневі вибори до палати представників та усував від голосування робітників та студентів. 14 травня було оголошено про розпуск центрального комітету національної гвардії. Це викликало новий спалах революції: робітники віденських передмість разом зі студентами та радикальною інтелігенцією знову вийшли на вулиці та почали зводити барикади. Уряд був змушений 16 травня скасувати рішення про розпуск центрального комітету та пообіцяти перегляду проєкту конституції. Нова спроба уряду наприкінці травня 1848 року поставити під свій контроль студентські організації й ліквідувати Академічний легіон також провалилась: студенти звернулись за допомогою до робітників передмість та, збудувавши у столиці понад 100 барикад, взяли гору над загонами національної гвардії, яка на той час перейшла на бік поміркованих. Влада у місті перейшла до Комітету безпеки, до складу якого увійшли, в тому числі, представники студентських організацій та національної гвардії. 1 червня було оприлюднено новий виборчий закон, згідно з яким парламент ставав однопалатним, й виборчі права було надано більш широким шарам суспільства (хоча було збережено двоступеневу систему виборів).
17 травня 1848 року переляканий революційними виступами у Відні, імператор Фердинанд I зі своїм двором переїхав до Інсбрука, який швидко перетворився на центр контрреволюції, куди стікались усі реакційні та консервативні сили країни. Імператор почав шукати зближення із слов'янськими народами імперії, бажаючи протиставити їх австрійській та угорській революціям.

## Соціальні та національні рухи в революції

### Соціальні рухи в Австрії влітку 1848 року
Травневі події продемонстрували розкол у революційному русі: частина ліберального дворянства та інтелігенції, задовольнившись конституційними перетвореннями, виступила проти радикального студентства та робітників. Влітку 1848 року протиріччя між середнім класом та робітниками ще більше загострились. Економічна ситуація продовжувала погіршуватись, різко зросли безробіття та інфляція, малі та середні підприємства опинились на межі банкрутства. Все це сприяло подальшій радикалізації робітничого руху, у якому на перше місце вийшли соціальні вимоги підвищення заробітної платні, введення соціального страхування, скорочення робочого дня. Організація урядом громадських робіт не змогла вирішити проблему зайнятості.
22 липня відбулось відкриття рейхстагу Австрії, обраного за новим виборчим законодавством. Перемогу на виборах здобули помірковані ліберали, що прагнули закріпити завоювання революції й зупинити соціальні заворушення. На прохання депутатів до Відня повернувся імператор, який сформував помірковано-консервативний уряд барона Добльхофа. 1 вересня рейхстаг затвердив закон про скасування феодальних повинностей, причому повинності селян, що витікають з їхньої особистої залежності, та права юрисдикції поміщиків скасовувались безповоротно, а решта (оброки, сервітути, панщина) — за викуп, що виплачувався рівними долями селянами й державою. Цей закон було підписано імператором 7 вересня та означав ліквідацію особистої залежності та феодальних повинностей селянства.
Одночасно уряд розпочав наступ на радикалів з робітничого середовища. Для придушення виступів пролетаріату використовувалась національна гвардія, а Академічний легіон та Комітет безпеки зайняли позицію нейтралітету. Вже 23 серпня було розстріляно демонстрацію робітників у Леопольдштадті та розігнано маніфестації у віденських передмістях.

### Паннімецький рух
Великий вплив на розвиток австрійської революції чинили події у Німеччині, де було висунуто ідею об'єднання всіх німецьких земель до єдиної федеративної держави. Австрійські ліберали з ентузіазмом сприйняли ідею об'єднання, однак слов'янські народи імперії виступили різко проти. У виборах до першого загальнонімецького парламенту, який мав розробити програму об'єднання, брали участь лише ті землі імперії, які входили до «Німецького союзу» (без Угорщини, Хорватії, Далмації, Галичині та італійських володінь). Слов'янські народи (чехи, словенці) бойкотували вибори. Парламент відкрився 18 травня 1848 року у Франкфурті. Австрійські депутати, що підтримали в цілому ідею об'єднання Німеччини, наполягали на збереженні єдності Австрійської імперії. Однак невизнання Франкфуртського парламенту німецькими державами, заворушення серед слов'янських народів проти об'єднання Німеччини та негативна позиція Відня до програми об'єднання, яку було запропоновано німецькими лібералами, зробили неможливою реалізацію паннімецької ідеї та призвели до падіння впливу Франкфуртського парламенту.

### Національне питання та національні рухи
На революцію в Австрії істотний вплив мали революційні події в інших частинах імперії. Фактично вся Австрійська імперія виявилась охопленою революційним рухом, який розпадається на декілька національних революцій: в Австрії, Угорщині, Італії, а також у Чехії, Словаччині, Галичині, Трансільванії, Хорватії, Воєводині, Істрії та Далмації.

#### Революція в Італії
Після перемоги повстань у Мілані та Венеції більшу частину Ломбардо-Венеційського королівства було звільнено від австрійської влади та зайнято військами Сардинського королівства. Однак до кінця червня війська фельдмаршала Радецького, отримавши нові підкріплення, знову зайняли континентальну територію Венеції, захопили Віченцу та Верону. Австрійські ліберали не підтримали італійську революцію і не перешкоджали новим наборам військ та вилученню імператором коштів для фінансування італійської кампанії. 25-27 липня 1848 року імперська армія наголову розбила сардинські війська у битві при Кустоці та у серпні вступила до Мілану. Незабаром сардинська армія капітулювала й у Ломбардо-Венеційському королівстві (крім міста Венеція) було відновлено владу Австрії. Таким чином революцію було придушено.

#### Революція в Чехії
У Чехії під впливом революції у Відні було створено національну гвардію, висунуто вимоги автономії Чехії у складі Австрійської імперії та введення демократичних свобод, організовано особливий Національний комітет для підготовки реформ та скликання земського сейму. Імператор визнав рівноправ'я чеської та німецької мов на території Чехії. Франтішек Палацький у відповідь на ідею об'єднання Німеччини висунув програму «австрославізму», суть якої полягала у перетворенні імперії на федерацію рівноправних націй при збереженні єдності держави. Вибори до Франкфуртського парламенту в Чехії було бойкотовано. 24 травня у Празі відкрився Слов'янський з'їзд представників слов'янських народів імперії з метою об'єднання національних рухів проти паннімецької небезпеки. Після травневих подій у Відні Чехією прокотилась хвиля страйків та мітингів робітників. Незабаром було сформовано Тимчасовий урядовий кабінет за участі Палацького і Карла Браунера, який заявив про невизнання розпоряджень віденського уряду. У той же час до Праги було стягнуто війська фельдмаршала Віндішгреца. 12 червня розпочався артилерійський обстріл столиці, а 17 червня Прага капітулювала. В країні почались масові арешти учасників революції, було закрито революційні організації та газети. Революцію в Чехії було придушено.

#### Революція в Угорщині
В Угорщині революція швидко перемогла і поширилась на всю країну. Було введено демократичні свободи, сформовано перший угорський національний уряд Лайоша Баттяні, у березні 1848 року ухвалено широку програму реформ: ліквідовано особисту залежність селян та феодальні повинності з викупом за рахунок держави, введено загальне оподаткування, створено національний парламент. Фердинанд I був змушений визнати всі рішення угорського уряду. 2 липня Державні збори Угорщини ухвалили рішення про створення власної армії і відмовили імператору у наданні угорських військ для війни в Італії.

В той же час нехтування лідерами революції національним питанням викликало відхід від підтримки революції неугорськими національностями. У сербських регіонах було проголошено створення автономної сербської Воєводини на чолі з архієпископом Раячічем. Серби пішли на союз з імператором проти угорців й розгорнули антиугорське повстання (
). У Хорватії баном було призначено Йосипа Єлачича, який розгорнув програму національного підйому хорватів і відновлення Триєдиного королівства. Хорватський рух було підтримано імператором та австрійським урядом, які прагнули використовувати хорватів для придушення угорської революції. 5 червня Хорватський Сабор заявив про вихід країни зі складу Угорського королівства та приєднання до Австрії. 31 серпня Єлачич оголосив війну Угорщині і почав наступ на Пешт 

Революція в Угорщині також викликала сильний національний рух у Словаччині, головною вимогою якого стало визнання словаків рівноправною нацією. 17 вересня словацький революціонер Людовит Штур спробував підняти повстання із гаслом відокремлення Словаччини від Угорщини, але зазнав поразки, і в цілому словацький рух лишався в руслі угорської революції 
.

У Трансільванії рішення про унію з Угорщиною викликало сильний міжнаціональний конфлікт та збройні сутички між угорцями й румунами 
.

У Далмації загострились італійсько-слов'янські протиріччя: претензії Хорватії на об'єднання з Далмацією зустріли рішучий опір з боку італійської Далмації. У Боці Которській спалахнуло сильне антифеодальне повстання селян 
.

У Словенії також спостерігався сильний національний рух із гаслом об'єднання всіх земель, населених словенцями, у автономну провінцію. У зв'язку з наявністю значної кількості німецького населення у словенських регіонах різко проявився конфлікт між паннімцями та прихильниками австрославізму 
.

## Жовтневе повстання у Відні
У вересні 1848 року в Австрії революція пішла на спад, тоді як в Угорщині під впливом загрози з боку армії Єлачича почався новий підйом. У Пешті було сформовано Комітет оборони на чолі з Лайошем Кошутом, який став центральним органом революції. Угорській армії вдалось розбити хорватів та австрійські загони. Перемоги угорців викликали активізацію революційного руху у Відні. 3 жовтня було опубліковано маніфест імператора про розпуск угорських Державних зборів, скасування всіх його рішень й призначення Єлачича намісником Угорщини. На придушення угорської революції було вирішено відрядити частину віденського гарнізону, що викликало вибух обурення у Відні. 6 жовтня студенти віденських навчальних закладів розібрали залізничні рейки, що ведуть до столиці, не давши можливості організувати відправку солдат до Угорщини. На відновлення порядку було відряджено урядові війська, які було розбито робітниками віденських передмість. Австрійський воєнний міністр Теодор фон Латур був повішений. Переможні загони робітників і студентів направились до центру міста, де розгорнулись сутички з національною гвардією та урядовими військами. Повстанці захопили цейхгауз з великою кількістю зброї. Імператор та його прибічники втекли зі столиці до Оломоуца. Рейхстаг Австрії, у якому лишились тільки радикальні депутати, ухвалив рішення про створення Комітету громадської безпеки для протистояння реакції та встановлення порядку в місті, який звернувся до імператора із закликом скасувати призначення Єлачича намісником Угорщини й дарувати амністію.
Первинно Жовтневе повстання у Відні було стихійним, центральне керівництво було відсутнє. 12 жовтня на чолі національної гвардії встав Венцель Мессенгаузер, який створив генеральний штаб революції за участі Юзефа Бема та лідерів Академічного легіону. За ініціативою Бема було організовано загони національної гвардії, у складі яких були робітники та студенти. Тим часом комендант Відня, граф Ауерсперг звернувся за допомогою до Єлачича. Це викликало нове повстання й вигнання урядових військ і Ауерсперга зі столиці. Однак війська Єлачича вже підійшли до Відня і 13-14 жовтня спробували увірватись до міста, але були відбиті. Віденські революціонери звернулись до Угорщини з проханням про допомогу. Після деякого вагання Кошут погодився надати допомогу Відню й направив одну з угорських армій до австрійської столиці. До Відня також прибули загони добровольців з Брно, Зальцбурга, Лінца та Граца. 19 жовтня угорські війська розбили армію Єлачича й вступили на територію Австрії. Однак до того часу Відень вже було взято в облогу 70-тисячною армією фельдмаршала Віндішгреца. 22 жовтня рейхстаг Австрії залишив столицю, а наступного дня Віндішгрец висунув ультиматум про безумовну капітуляцію і розпочав артилерійський обстріл міста. 26 жовтня урядові війська увірвались до Відня в районі Дунайського каналу, але були відбиті загонами Академічного легіону. 28 жовтня було захоплено Леопольдштадт, а бої перенесені на вулиці столиці. 30 жовтня відбулась битва між імперськими та угорськими військами на підступах до Відня, під Швехатом, у якій угорців було цілком розбито, і вони відступили. Це означало крах сподівань захисників Відня. Наступного дня імперські війська вступили до столиці.

## Октройована конституція
Після поразки Жовтневого повстання у Відні встановилась диктатура Віндішгреца: почались масові арешти, розстріли революціонерів, членів Академічного легіону та мобільної гвардії відправлено солдатами на італійський фронт. 21 листопада було сформовано кабінет на чолі з князем Феліксом Шварценбергом, до складу якого увійшли консерватори і представники великої аристократії. На 7 березня 1849 року було призначено розгляд проєкту конституції, розробленого рейхстагом, однак 4 березня імператор Франц-Йосиф I підписав так звану «Октройовану конституцію». Вона відновила владу імператора, Державну раду, що призначається імператором, ліквідувала автономію провінцій та відокремила від Угорщини Трансільванію, Воєводину, Хорватію, Славонію та Рієку. 7 березня 1849 року під тиском військ рейхстаг було розпущено. Революція в Австрії завершилась.

## Поразка революції в Італії та Угорщині
Наприкінці 1848 року головним центром революції в Італії залишалась Венеція, де було проголошено республіку на чолі з президентом Маніном. Австрійський флот, що блокував місто, був недостатньо сильним для штурму Венеції. На початку 1849 року активізувався революційний рух у Тоскані та Римі: в Тоскані було сформовано уряд демократів, до складу якого увійшов Джузеппе Мадзіні, а в Римі було проголошено республіку, а папа втік із столиці. Успіхи революції в Італії змусили Сардинське королівство 12 березня 1849 року денонсувати перемир'я з Австрією й відновити війну. Але армія Радецького швидко перейшла в наступ і 23 березня розбила італійців у битві при Новарі. Розгром Сардинії означав перелом в революції. Вже у квітні австрійські війська вступили на територію Тоскани і повалили демократичний уряд. В Римі висадився австрійський експедиційний корпус, який ліквідував Римську республіку. 22 серпня після тривалого бомбардування пала Венеція. Таким чином, революція в Італії була придушена.
Восени 1848 року відновився австрійський наступ в Угорщині. Після відмови угорських Державних зборів визнати Франца-Йосифа королем Угорщини, до країни вторглись війська Віндішгреца, які швидко оволоділи Братиславою та Будою. Угорський уряд переїхав до Дебрецена. Але у Трансільванії австрійські війська зазнали поразки від армії Юзефа Бема. На початку квітня 1849 року відбувся знаменитий «весняний похід» угорської армії, в результаті якого австрійців було розбито у декількох битвах, а більша частина території Угорщини звільнена. 14 квітня було прийнято Декларацію незалежності Угорщини, Габсбургів було скинуто, а правителем країни обрано Лайоша Кошута. Але 21 травня Австрійська імперія підписала Варшавську угоду з Росією, і незабаром до Угорщини вторглись російські війська генерал-фельдмаршала Паскевича. Російський наступ зі сходу був підкріплений новим австрійським наступом із заходу. Угорські війська були розбиті на всіх фронтах, почались заворушення серед військової верхівки. 9 серпня угорську армію було розбито під Темешваром, і Кошут пішов у відставку. 13 серпня угорські війська генерала Гергея капітулювали. Угорщину було окуповано, почались репресії, 6 жовтня Лайош Баттяні й 13 генералів революційної армії були страчені у Араді. Революція в Угорщині була придушена.